# Поле перейти
«Поле перейти» — радянський художній фільм 1976 року, знятий режисером Юрієм Григор'євим на Кіностудії ім. М. Горького.

## Сюжет
Дев'ятикласники разом зі своїм класним керівником Петром Івановичем приїжджають до колгоспу, на збирання картоплі. Сергій Жуков, переконаний у тому, що кожен має займатися своєю справою, не поділяє ентузіазму однокласників і вступає у серйозний конфлікт з учителем.

## У ролях
- Борис Григор'єв — Петро Іванович, вчитель
- Андрій Маталаєв — Сергій Жуков
- Варя Чулкова — Люба
- Раїса Рязанова — Марія Янівна
- Леонід Неведомський — дядько Вітя
- Олександр Январьов — голова колгоспу
- Віктор Уральський — батько Люби
- Олексій Весьолкін — роль другого плану
- Юрій Попович — Дато
- Майя Попович — Зоя Павлівна
- Валеріан Виноградов — Максимцев
- Ольга Фомічова — роль другого плану
- В. Юревич — роль другого плану
- Олена Сафонова — епізод
- Данило Перов — епізод
- В'ячеслав Жестовський — Толя Кузнєцов
- Олександр Пряхін — епізод
- Олена Абросімова — епізод
- М. Селіверстов — епізод

## Знімальна група
- Режисер — Юрій Григор'єв
- Сценарист — Едуард Пашнєв
- Оператор — Олексій Чардинін
- Композитор — Володимир Комаров